# 宋秉畯
宋秉畯（韓語：송병준，1858年8月20日—1925年2月1日），日本名野田秉畯（日韓合併前叫「野田平次郎」），號濟庵，出身咸鏡南道長津，朝鮮王朝末年的政治人物。被視為親日派與賣國賊，丁未七賊之一。

## 生平
宋秉畯於1871年中武舉，出任守門官、訓練院判官、司憲府監察等職；1882年大院君發動政變時，宋秉畯逃亡而撿回一命；1884年宋秉畯前往日本刺殺金玉均，但由於受到金玉均人品與見解的吸引而成為金玉均的同志。1886年宋秉畯回國，被視為金玉均的同黨而入獄，但因為閔永煥力保而出獄。之後出任興海郡守等職，但也被朝廷列入黑名單。
宋秉畯之後前往日本並在萩從事養蠶事業，1904年復出，並於日俄戰爭時出任日軍翻譯，隨軍回國，並組織一進會、維新會與愛國團體輔安會对抗。在日本與韓國簽定乙巳五條約後，宋秉畯主張大韓帝國出讓外交權給日本，之後在李完用的邀請下入閣，並且於1907年海牙密使事件中要求高宗退位、支持簽署丁未七條約。
純宗即位後，宋秉畯出任內部大臣與農工部大臣，後出任一進會總裁；之後前往日本，游說成立日韓聯邦，並向當時的日本首相桂太郎提出一億日圓出賣朝鮮的構想。伊藤博文遇刺後，與李容九等一進會成員聯署「要求韓日聯邦聲明書」，向純宗、韓國統監曾禰荒助、內閣總理大臣李完用等人提出。日韓併合後，宋秉畯被封為子爵，1920年被封為伯爵，1925年死後追贈日本正三位勳一等旭日桐綬章。襲爵的長子宋鍾憲（野田鍾憲）伯爵之後成為貴族院議員。

## 死後評價
宋秉畯名列韓國親日反民族行為者名單第290號，理由包括：
- 丁未七賊及一進會的成員（第1條）
- 日本受爵者（第2條）
- 曾於朝鮮總督府中樞院任職（第4條第2項）
- 身為親日團體成員（第4條第5項）

2007年5月2日，親日反民族行為者財產調查委員會決定沒收宋秉畯及宋鍾憲的財産。委員會在11月22日選定他為第3次沒收財産對象，同時也沒收自《親日反民族行為者財產國家歸屬相關特別法》實行以後經由第三者處理的財產。